# Lights of New York (1928)
Lights of New York (bra: Luzes de Nova Iorque) é um filme estadunidense de 1928, do gênero drama criminal, dirigido por Bryan Foy, e estrelado por Helene Costello, Cullen Landis, Wheeler Oakman e Eugene Pallette. Filmado com o sistema de som em disco Vitaphone, é o primeiro longa-metragem totalmente falado, e foi produzido e distribuído pela Warner Bros., que havia lançado o primeiro longa-metragem com som sincronizado "Don Juan", dois anos antes.
O filme, que custou US$ 23.000 para ser produzido (filme B), arrecadou mais de US$ 1.000.000. O entusiasmo com que o público recebeu os filmes falados foi tão grande que, no final de 1929, Hollywood começou a produzir exclusivamente filmes sonoros.

## Sinopse
Um garoto do norte do estado de Nova Iorque chamado Eddie Morgan (Cullen Landis) é enganado e começa a liderar um bar clandestino na Broadway. Ao longo do golpe, há Kitty Lewis (Helene Costello), uma corista com um coração de ouro, 'Hawk' Miller (Wheeler Oakman), chefe de uma gangue e matador de policiais, e Molly Thompson (Gladys Brockwell), sua ex-namorada oprimida.

## Elenco
- Helene Costello como Kitty Lewis
- Cullen Landis como Eddie Morgan
- Wheeler Oakman como 'Hawk' Miller
- Eugene Pallette como Gene
- Mary Carr como Sra. Morgan
- Gladys Brockwell como Molly Thompson
- Robert Elliott como Detetive Crosby
- Tom Dugan como Sam
- Tom McGuire como Collins
- Walter Percival como Jake Jackson
- Guy D'Ennery como Tommy
- Jere Delaney como Dan Dickson

## Produção
Dirigido por Foy a partir de um roteiro escrito por Murray Roth e o comediante Hugh Herbert, "Lights of New York" foi originalmente planejado para ser um filme de dois rolos com um orçamento de US$ 12.000, já que o estúdio ainda não havia se comprometido totalmente com a produção regular de longas-metragens faladas. No entanto, com os chefes de estúdio Harry e Jack Warner fora do país para supervisionar a estreia europeia de "The Jazz Singer", a equipe técnica gradualmente elaborou o enredo quando a filmagem progrediu após sete dias. Louis Halper, que estava no comando do estúdio enquanto os Warners estavam fora, eventualmente mandou um telegrama a Jack Warner pedindo o dinheiro adicional necessário para terminar o filme.
Ao descobrir que Foy havia filmado quatro rolos a mais do que o prometido, Jack Warner ordenou que ele cortasse o filme, a fim de que voltasse aos dois rolos originais. Foy disse mais tarde que a rejeição inicial dos Warners foi possivelmente baseada em seus planos de tornar o primeiro filme totalmente falado em um filme de prestígio. Em um esforço para manter a produção fora das prateleiras, Foy exibiu o filme para um amigo expositor, que imediatamente ofereceu comprá-lo por US$ 25.000. Ao ouvir isso, os Warners pediram a Albert Warner para checar o longa, e seus elogios a "Lights of New York" convenceram Jack e Harry de que sua decisão havia sido prematura, garantindo o lançamento do filme.

## Recepção
A recepção crítica contemporânea de "Lights of New York" foi decididamente positiva. Uma revisão do The New York Times, ao reconhecer o lugar do filme como "o alfa do que pode se desenvolver como a nova linguagem das telas", chamou o enredo de "bruto ao extremo", e a direção amadeirada, apenas destacando os interlúdios musicais. "Elenco e produção ordinários", relatou Film Daily. "Descarte o elemento falante, e é apenas um meller de segunda categoria". A revista Variety foi ainda mais dura em sua crítica, rotulando a produção de "lixo". "Daqui a um ano, todos os envolvidos ... correrão para um rio antes de vê-lo novamente". Oliver Claxton, do The New Yorker, também criticou o filme. "Teria sido melhor mudo, e muito melhor sem ser visto. Os filmes falados ainda nem chegaram à sua infância. Por mais ruim que seja, porém, o filme mostra o que tenho relutado em acreditar: que a audibilidade será uma grande ajuda para os filmes".

### Bilheteria
A crítica não afastou o público, embora a demanda possa ter sido impulsionada mais pela novidade do primeiro filme falado do que pelas qualidades dramáticas do filme. Um evento de pré-estreia do filme em Pasadena, Califórnia, resultou em filas que rodavam o quarteirão, e o faturamento bruto da primeira semana no Mark Strand Theatre em Nova Iorque foi de US$ 47.000. Após o lançamento nacional, o filme arrecadou US$ 1.2 milhão, o que o tornou um sucesso de bilheteria.
De acordo com os registros da Warner Bros., o filme arrecadou US$ 1.160.000 nacionalmente e US$ 92.000 no exterior, totalizando US$ 1.252.000 mundialmente.

## Preservação
O filme e a trilha sonora Vitaphone ainda sobrevivem de forma completa. Em uma cerimônia formal em 24 de julho de 1946, Albert Warner apresentou uma impressão de "Lights of New York" para a Biblioteca do Congresso dos Estados Unidos como parte de uma celebração de um ano do vigésimo aniversário da estreia das primeiras produções sonoras do estúdio Warner Bros..
O filme está disponível em DVD pela Warner Bros. Home Entertainment.